# 森吉山ダム
森吉山ダム（もりよしざんダム）は、秋田県北秋田市根森田字姫ヶ岱31、米代川水系小又川の中流部に建設されたダム。このダムの更に上流には森吉ダムが建設されている。
米代川流域は森林資源や鉱山資源に恵まれ、陸上交通が発達する以前は、物資の輸送はもっぱら船で行われていた。しかし、この流域は大雨による氾濫も幾度となく発生しており、流域の人々の命や財産を脅かす「暴れ川」の顔も持ち合わせていた。1972年（昭和47年）7月には米代川一帯は戦後最大の大洪水に見舞われ、甚大な被害を受けた。この大洪水が森吉山ダム建設のきっかけとなった。1973年（昭和48年）に調査事務所が開設されて以来、39年の期間を費やして2011年（平成23年）に森吉山ダムは完成した。

## 沿革
- 1972年（昭和47年）7月 - 米代川流域に戦後最大の大洪水が発生
- 1973年（昭和48年）4月 - 阿仁川ダム調査事務所開設。実施計画調査に着手
- 1988年（昭和63年）4月 - 森吉山ダム工事事務所に改称
- 1991年（平成3年）6月 - 「森吉山ダム建設事業に伴う一般補償に関する協定」締結及び基準の妥結調印
- 1996年（平成8年）4月 - 全戸移転完了（合計200戸）
- 2002年（平成14年）
  - 3月 - ダム本体工事に着手
  - 5月 - 「森吉山ダム本体工事管理試行業務」を契約（ダム本体建設工事に民間のマネージメント技術を活用するもので、ダム建設事業としては全国初）
  - 9月 - 「森吉山ダム広報館」開所
- 2003年（平成15年）11月 - 小又川を仮排水トンネルへ切替（転流）
- 2005年（平成17年）6月 - 森吉山ダム定礎式
- 2006年（平成18年）10月 - 洪水吐コンクリート打設完了
- 2007年（平成19年）
  - 8月 - 堤体盛立完了
  - 9月 - 昭和47年洪水以上水位となる大洪水が発生（米代川下流域では洪水対策により被害は昭和47年のものよりも少なかったが、森吉山ダムが完成していれば被害はさらに低減していたと考えられている）
- 2008年（平成20年）5月 - 付替県道全線開通
- 2010年（平成22年）1月 - 試験湛水開始
- 2011年（平成23年）1月 - 試験湛水終了
- 2012年（平成24年）4月 - 森吉山ダム管理事務所管理開始

## 目的

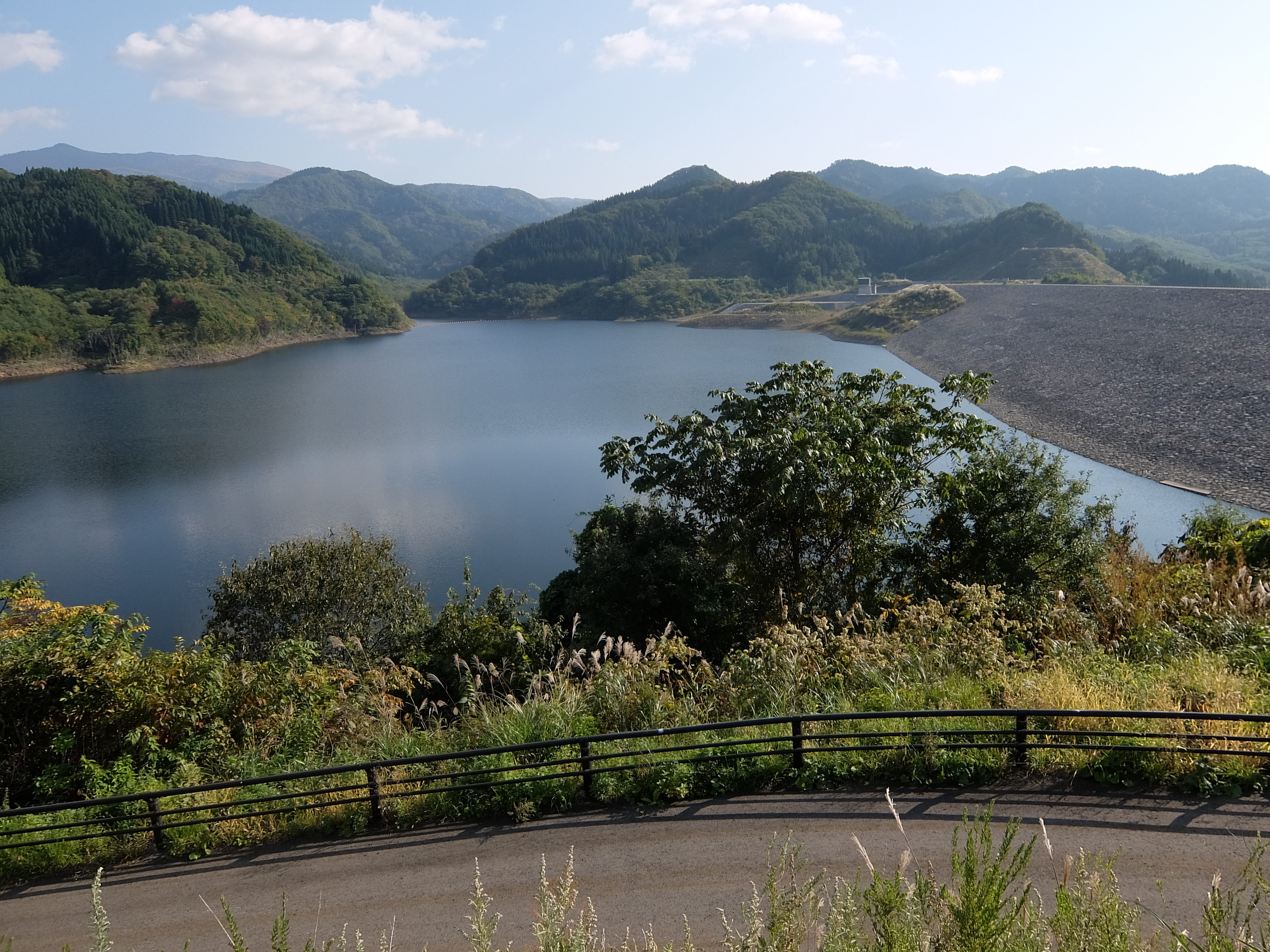
森吉四季美湖 左奥の山は森吉山

森吉山ダムの目的は、「洪水調節」「流水の正常な機能の維持」「灌漑用水の供給」「水道用水の供給」「発電」である。
灌漑用水としては、「県営担い手育成畑地帯総合整備事業」として北秋田市の大野台地区に供給されている約200haの畑地造成に必要な灌漑用水として、最大取水量0.145m3/s、年間総取水量793100m3を供給するための必要量を確保している。
水道用水の供給としては、北秋田市の旧合川町と旧森吉町に対して、1日最大9500m3の水の供給を可能にしている。
発電用としては最大11200kWの発電を可能にしている。これは、北秋田市と上小阿仁村の世帯の合計に相当する発電量である。(1世帯が月当たり約280kWを使用するものとして換算)